# Галич (ґміна)
Ґміна Галич — колишня сільська гміна (волость) Станиславівського повіту, який входив до Крайсгауптманшафту Станіслав (1941—1944) — складової частини Дистрикту Галичина. Центром гміни було місто Галич, яке не входило до складу ґміни, а становило окрему громаду.
Ґміну Галич було утворено під час німецької окупації (існувала з липня 1941 р. до липня 1944 р.) з частин колишніх сільських ґмін Деліїв (громади Хоростків, Медуха, Семиківці і Тустань), Блюдники (громади Гробиська, Крилос, Сокіл і Святий Станислав), Єзупіль (громади Козина і Пітрич),  Боднарів (громада Мединя). На 01.03.1943 населення ґміни становило 8 016 мешканців..